# Премия Салема
Премия Салема — математическая премия, основана в 1968 году вдовой греческого и французского математика и банкира Рафаэля Салема. Присуждается ежегодно молодому математику за выдающуюся работу по гармоническому анализу и смежным темам. Например, советский математик Сергей Конягин получил эту премию за следующий результат:
Пусть {\displaystyle f:[-\pi ,\pi ]\to \ [-\infty ,\infty ]} — произвольная функция. Для того чтобы существовал тригонометрический ряд, сходящийся к {\displaystyle f(x)} почти всюду на {\displaystyle [-\pi ,\pi ]}, необходимо и достаточно, чтобы {\displaystyle f} была измерима и конечна почти всюду.
В настоящее время премия присуждается Институтом перспективных исследований (до 2018 года  — Руанским университетом). Победитель объявляется в декабре. Предпочтение отдаётся номинантам, получившим докторскую степень за последние десять лет. Премия считается весьма престижной, семерым из награждённых (Фефферману, Бургейну, Йоккоз, Макмуллену, Тао, Линденштрауссу и Смирнову) впоследствии удалось получить медаль Филдса.

## Награждённые
- 1968 — Николас Варопулос[англ.]
- 1969 — Ричард Хант[англ.]
- 1970 — Ив Мейер
- 1971 — Чарльз Фефферман
- 1972 — Томас Кёрнер[англ.]
- 1973 — Евгений Никишин
- 1974 — Хью Монтгомери
- 1975 — Вильям Бекнер[англ.]
- 1976 — Майкл Херман[англ.]
- 1977 — Сергей Бочкарёв
- 1978 — Бьёрн Дальберг
- 1979 — Жиль Пизье
- 1980 — Стильянос Пихоридес
- 1981 — Питер Джонс[англ.]
- 1982 — Алексей Александров[англ.]
- 1983 — Жан Бургейн
- 1984 — Карлос Кениг
- 1985 — Томас Волфф[англ.]
- 1986 — Николай Макаров
- 1987 — Ги Давид[нем.] и Жан-Лен Жюрне
- 1988 — Александр Вольберг и Жан-Кристоф Йоккоз
- 1989 — не вручалась
- 1990 — Сергей Конягин
- 1991 — Кёртис Макмуллен
- 1992 — Мицухиро Сисикура[англ.]
- 1993 — Сергей Трейль[нем.]
- 1994 — Кари Астала
- 1995 — Хокан Элиассон[нем.]
- 1996 — Майкл Лэйси[англ.] и Кристоф Тиле[нем.]
- 1997 — не вручалась
- 1998 — Тревор Вули
- 1999 — Фёдор Назаров
- 2000 — Теренс Тао
- 2001 — Одед Шрамм и Станислав Смирнов
- 2002 — Хавьер Тольса[нем.]
- 2003 — Элон Линденштраусс и Каннан Соундарараджан[англ.]
- 2004 — не вручалась
- 2005 — Бен Грин
- 2006 — Стефани Петермихль[нем.] и Артур Авила
- 2007 — Акшай Венкатеш
- 2008 — Боаз Клартаг[англ.] и Ассаф Наор[англ.]
- 2009 — не вручалась
- 2010 — Налини Анантхараман[нем.]
- 2011 — Чжань Дапэн и Жюльен Дюбеда
- 2012 — не вручалась
- 2013 — Ларри Гут
- 2014 — Дмитрий Челкак[англ.]
- 2015 — не вручалась
- 2016 — Марина Вязовская[3]
- 2017 — не вручалась
- 2018 — Александр Логунов
- 2019 — 2022 — не вручалась
- 2023 — Сара Пелузе[англ.], Джулиан Сахасрабудхе[англ.]